# Premi Gordon Bell
El Premi Gordon Bell és un guardó que l'Associació per a la Maquinària Informàtica concedeix cada any juntament amb la sèrie de conferències SC (abans coneguda com a Conferència de Supercomputació). El premi reconeix els assoliments destacats en aplicacions informàtiques d'alt rendiment. L'objectiu principal és fer un seguiment del progrés al llarg del temps de la informàtica paral·lela, reconeixent i premiant la innovació en l'aplicació de la informàtica d'alt rendiment a aplicacions en ciència, enginyeria i anàlisi de dades a gran escala. El premi es va establir l'any 1987. Un premi en metàl·lic de 10.000 dòlars (des del 2011) acompanya el reconeixement, finançat per Gordon Bell, pioner en informàtica paral·lela i d'alt rendiment.
Els premis van ser precedits per un premi nominal (100 dòlars) establert per Alan Karp, un analista numèric (aleshores d'IBM) que va desafiar les reclamacions de millores de rendiment de MIMD proposades a la secció Cartes a l'editor de les Comunicacions de l'ACM. Karp va ser un dels primers jutges del premi Gordon Bell.
Les persones o els equips poden sol·licitar el premi enviant un document tècnic que descrigui el seu treball mitjançant el procés de presentació de la conferència SC. Els finalistes presenten el seu treball a la conferència d'aquell any i les seves presentacions s'inclouen a les actes de la conferència.

## Criteris de premi
El premi ACM Gordon Bell té com a objectiu principal reconèixer els èxits de rendiment que demostrin:
- evidència d'importants innovacions algorítmiques i/o d'implementació
- clara millora respecte a l'estat de la tècnica anterior
- solucions que no depenen d'arquitectures úniques (sistemes que només es poden utilitzar per abordar una gamma reduïda de problemes o que no poden ser replicats per altres)
- mesures de rendiment que s'han caracteritzat en termes d'escalabilitat (escalat fort i feble), temps de solució, eficiència (en l'ús de recursos de coll d'ampolla, com ara la mida o l'amplada de banda de la memòria, l'amplada de banda de les comunicacions, l'E/S) i/o el rendiment màxim
- èxits generalitzables, en el sentit que altres persones poden aprendre i beneficiar-se de les innovacions

En anys anteriors, de vegades s'atorgaven diversos premis per reflectir diferents tipus d'assoliments. Segons les polítiques vigents, el Premi es pot atorgar en una o més de les categories següents, en funció de les inscripcions rebudes en un any determinat:
Rendiment màxim: si l'entrada demostra un rendiment excepcional en termes d'operacions de coma flotant per segon en un problema important de ciència/enginyeria; també es té en compte l'eficiència de l'aplicació a l'hora d'utilitzar recursos de coll d'ampolla (com ara la mida de la memòria o l'amplada de banda).
Assoliment especial en escalabilitat, Assoliment especial en temps de solució: si l'entrada demostra una escalabilitat excepcional, tant en termes d'escalat fort com feble, i/o temps total per resoldre un problema important de ciència/enginyeria.